# Marzagão
Marzagão este un oraș în Goiás (GO), Brazilia.